# Koranloven
Koranloven er den almindelige betegnelse for en ændring af den danske straffelov i form af tilføjelse til § 110 e, som gør det strafbart at brænde eller på anden måde behandle religiøse skrifter som Bibelen, Koranen eller Torahen utilbørligt. Lovændringen, L 65 med undertitlen "forbud mod utilbørlig behandling af skrifter med væsentlig religiøs betydning for et anerkendt trossamfund", blev vedtaget af Folketinget i december 2023.
Baggrunden var, at en række offentlige afbrændinger af Koranen i Danmark og Sverige, blandt andet foran udenlandske ambassader, havde medført den såkaldte korankrise, hvor en række muslimske lande kritiserede afbrændingerne og opfordrede Danmark og Sverige til at gribe ind. Lovændringen medførte en heftig offentlig debat, hvor en lang række kritikere kritiserede den for at medføre en indskrænkning af ytringsfriheden, mens regeringen anførte, at hensynet til danskernes sikkerhed vejede tungere. 
Meningsmålinger offentliggjort i august og september 2023 viste, at et flertal bakkede op om at forbyde afbrændinger af hellige skrifter.

## Baggrund
Ved en række demonstrationer i 2023 havde aktivister afbrændt et eksemplar af Koranen. Aktionerne blev ikke mindst foretaget foran udenlandske ambassader i såvel Danmark som Sverige og udløste voldsomme reaktioner i en række lande, hvilket førte til frygt for en diplomatisk krise. Da den yderliggående dansk-svenske aktivist Rasmus Paludan i januar 2023 brændte en kopi af Koranen udenfor den tyrkiske ambassade i Stockholm, fik det den tyrkiske forsvarsminister til at suspendere samtaler med Sverige om den svenske ansøgning om NATO-medlemskab.
I juli 2023 tog Den Islamiske Samarbejdsorganisation OIC koranafbrændingerne op på et ekstraordinært møde for de 57 medlemslandes udenrigsministre, efter at flere af landene, således Tyrkiet, Egypten, Irak, Iran og Saudi-Arabien, tidligere overfor Danmark havde klaget diplomatisk over afbrændingerne. Situationen blev i Danmark betragtet som en potentielt alvorlig udenrigspolitisk krise, og Udenrigsministeriet aktiverede sin særlige krisestab. Politiets Efterretningstjeneste meddelte, at afbrændingerne havde hævet terrortruslen mod Danmark, og grænsekontrollen blev efterfølgende skærpet. I medierne blev situationen omtalt som "korankrisen".
I forbindelse med OIC-mødet meddelte udenrigsminister Lars Løkke Rasmussen, at SVM-regeringen ønskede at gøre det muligt at forhindre koranafbrændinger foran udenlandske ambassader i Danmark for at "sætte en stopper for forhånelser af andre lande, som er i direkte modstrid med danske interesser og danskernes sikkerhed". Samtidig udsendte regeringen en officiel udtalelse, hvor den på én gang sagde, at ytringsfriheden var en af de vigtigste danske værdier og skulle have vide rammer i Danmark, og samtidig fordømte koranafbrændingerne, som den kaldte "dybt krænkende og hensynsløse handlinger fra nogle få personer". Udtalelsen fortsatte, at regeringen ville se på mulighederne for i særlige situationer at gribe ind overfor forhånelser af andre lande, kulturer og religioner, hvis forhånelserne kunne have væsentlige sikkerhedsmæssige eller lignende konsekvenser for Danmark.

## Fra lovforslag til lov
I august præsenterede regeringen sit lovforslag, ifølge hvilket "utilbørlig behandling af genstande med væsentlig religiøs betydning for et trossamfund" ville kunne straffes med bøde eller fængsel på op til to år. Lovforslaget medførte en heftig debat i offentligheden. Lovforslaget blev sammenlignet med den tidligere blasfemiparagraf, der var blevet afskaffet af Folketinget i 2017. Kritikere anførte, at lovforslaget ville indskrænke ytringsfriheden og kritiserede desuden forskellige uklarheder i det oprindelige lovforslag. Berlingske bragte i september en protest underskrevet af 388 kunstnere og samfundsdebattører, der kaldte lovforslaget et"øksehug i ytringsfriheden". Justitsminister Peter Hummelgaard udtalte, at hensynet til danskernes sikkerhed og en stigende terrortrussel var afgørende for regeringens ønske om at indføre et forbud.
En meningsmåling foretaget af YouGov for Kristeligt Dagblad i august viste, at 59 % af deltagerne støttede regeringens ønske om et lovindgreb, der kunne forhindre koranafbrændinger i at finde sted, mens 22 % var uenige. I september sagde en anden meningsmåling udført af Voxmeter for Ritzau, at 50 % af vælgerne støttede regeringens forslag om at forbyde utilbørlig behandling af religiøse skrifter, mens 35 % af vælgerne var imod.
I oktober fremlagde regeringen en revideret version af lovforslaget, der imødekom noget af den rejste kritik. Således blev det ændret fra at omfatte "genstande" til kun at omfatte "skrifter" med væsentlig religiøs betydning. Den mere principielle kritik om indskrænkelse af ytringsfriheden fortsatte dog.
Den 7. december blev lovforslaget vedtaget med 94 stemmer for og 77 imod. Ingen stemte hverken for eller imod. For lovforslaget stemte de tre regeringspartier Socialdemokratiet, Venstre og Moderaterne samt De Radikale. Imod stemte de øvrige otte oppositionspartier. Modstanderpartierne havde på forhånd foranlediget, at den såkaldte clearingaftale blev ophævet i forbindelse med afstemningen. Det medførte, at samtlige medlemmer af regeringspartierne måtte møde op og stemme, selvom en håndfuld medlemmer var syge. Også flere oppositionspolitikere havde mundbind på i salen som følge af sygdom. Regeringen og SF havde dog aftalt, at Dan Jørgensen kunne deltage i COP28 uden at regeringen ville komme i mindretal. En enkelt SF'er, Sofie Lippert, deltog derfor ikke i afstemningen.

## Lovændringens indhold
Lovændringen bestod i en ændring af paragraf 110 i straffelovens kapitel 12, som handler om forbrydelser mod statens selvstændighed og sikkerhed. Samme paragraf indeholdt i forvejen en bestemmelse om, at det er strafbart at afbrænde andre landes flag.
Ifølge lovændringen bliver det strafbart, hvis man "... offentligt eller med forsæt til udbredelse i en videre kreds gør sig skyldig i utilbørlig behandling af et skrift, der har væsentlig religiøs betydning for et anerkendt trossamfund, eller en genstand, der fremstår som et sådant skrift". Forbuddet gælder skrifter, der er hellige for et af de 185 godkendte trossamfund i Danmark. I kommentarerne til loven gives der eksempler på, hvad der regnes for "utilbørlig behandling". Det kan være at brænde, ødelægge, dyppe i vand, rive sider ud af, gøre beskidt eller tilsøle med mad. I sidste ende vil det være op til en domstol at afgøre, hvad der i denne forbindelse vil være utilbørligt. Det er imidlertid tilladt at gengive begivenheder som fx en koranafbrænding, hvis det er en mindre del af et større kunstnerisk værk, fx en dokumentar- eller spillefilm om koranafbrændinger. Medierne må også fortsat vise koranafbrændinger som en del af deres nyhedsdækning - en præcision, der kom med i anden udgave af lovforslaget. Ligeledes er det fortsat tilladt at smide fx gamle bibler eller koraner ud som affald til forbrænding.
En førstegangsovertrædelse vil medføre en bøde, mens man ved mange gentagelsestilfælde principielt kan idømmes fængsel. Den fulde strafferamme for at overtræde paragraffen er to års fængsel.